# عامر البخيت
عامر عبد الله البخيت لاعب كرة قدم سعودي ، يلعب حارس مرمى في نادي النهضة.

## مسيرة اللاعب
كانت بداياته مع نادي النجوم و لعب بعدها مع نادي الباطن ونادي العيون ونادي الوشم ونادي القيصومة ونادي النهضة.